# بطولة العالم للكيرلنغ على الكراسي المتحركة
بطولة العالم للكيرلنج على الكراسي المتحركة هي بطولة عالمية سنوية تقام لتحديد أفضل فريق في العالم في رياضة الكيرلنج على الكراسي المتحركة. وتقام كل عام غير بارالمبي. وقد أُسست في عام 2002، وتستضيفها دول مختلفة منذ ذلك الحين، حيث استضافت مدينة جانغنيونغ في كوريا الجنوبية نسخة 2024 في الفترة من 2 إلى 9 مارس التي فازت فيها النرويج بالميدالية الذهبية.

## الحائزون على الميداليات
وفيما يلي قائمة الحائزين على الميداليات:
| السنة | المضيف                           | الذهبية                                                                                                | الفضية                                                                                             | البرونزية |
| ----- | -------------------------------- | --- | -------------------------------------------------------------------------------------------------- | --- |
| 2002  | سويسرا (سورزيه [الإنجليزية])     | سويسرا · أورس بوشر · سيزار كاساني · مانفريد بوليجر · تيريزا كامبفر · سيلفيا أوبريست                    | كندا · كريس دو · دون بيل · جيم بريمافيرا · كارين بلاشفورد · ريتشارد فريزر                          | إسكتلندا · فرانك دافي · أليكس هارفي · مايكل ماكريدي · إيلين ليستر · جيمس سيلار                                 |
| 2004  | سويسرا (سورزيه [الإنجليزية])     | إسكتلندا · فرانك دافي · مايكل ماكريدي · كين ديكسون · أنجي مالون · جيمس سيلار                           | سويسرا · أورس بوشر · مانفريد بوليجر · سيزار كاساني · تيريزا كامبفر · أوتو إرب                      | كندا · كريس داو · بروس ماكانينش · جيم بريمافيرا · كارين بلاتشفورد                                              |
| 2005  | إسكتلندا (Braehead)              | إسكتلندا · فرانك دافي · مايكل مكريدي · توم كيلين · أنجي مالون · كين ديكسون                             | الدنمارك · كينيث أوربك · روزيتا جنسن · يورن كريستنسن · بيارن جنسن · سوسي بيدرسن                    | سويسرا · أورس بوشر · مانفريد بوليجر · سيزار كاساني · تيريزا كامبفر · إروين لاوبر                               |
| 2007  | السويد (Sollefteå)               | النرويج · رون لورينتسن · جير آرني سكوجستاد · جوستاين ستوردال · ليني تيستاد · ترين فيسوم                | سويسرا · مانفريد بوليجر · اروين لاوبر · سيزار كاساني · مادلين وايلدي · كلوديا توس                  | إسكتلندا · مايكل ماكريدي · إيلين نيلسون · جيمس سيلار · أنجي مالون · جيمس إليوت                                 |
| 2008  | سويسرا (سورزيه [الإنجليزية])     | النرويج · رون لورينتسن · جوستاين ستوردال · جير آرني سكوجستاد · ليني تيستاد · آن ميت سامدال             | كوريا الجنوبية · كيم هاك سونغ · كيم ميونغ جين · تشو يانغ هيون · كانغ مي -suk · هام دونج هي         | الولايات المتحدة · جيمس بيرس · أوغوستو بيريز · جيمس جوزيف · جاكلين كابينوفسكي · بوب برينوفو                    |
| 2009  | كندا (فانكوفر)                   | كندا · جيم أرمسترونج · جار داريل · إينا فورست · كريس سوبكوفيتش · سونيا جوديت                           | السويد · جالي جونجنيل · جلين إيكونين · باتريك بورمان · أنيت فيلهلم                                 | ألمانيا · جينس جاغر · ماركوس سيجر · جينس جابل · كارين توتساور · أستريد هوير                                    |
| 2011  | جمهورية التشيك (براغ)            | كندا · جيم أرمسترونج · جار داريل · إينا فورست · سونيا جوديت · برونو ييزيك                              | إسكتلندا · إيلين نيلسون · توم كيلين · جريجور إيوان · أنجي مالون · مايكل ماكنزي                     | النرويج · رون لورينتسن · جوستين ستوردال · تون إدواردسن · تيري رافدال · رونار بيورنستاد                         |
| 2012  | كوريا الجنوبية (تشنتشون (مدينة)) | روسيا · أندري سميرنوف · مارات رومانوف · ألكسندر شيفتشينكو · سفيتلانا باخوموفا · أوكسانا سليسارينكو     | كوريا الجنوبية · كيم هاك سونج · جونج سونج وون · نوه بيونج إيل · كانغ مي سوك · بانغ مين جا          | الصين · وانغ هايتاو · ليو وي · هي يونيو · شو جوانجكين · تشانغ تشيانغ                                           |
| 2013  | روسيا (سوتشي)                    | كندا · جيم أرمسترونج · دينيس ثيسن · إينا فورست · سونيا جوديت · مارك إديسون                             | السويد · جالي جونجنيل · جلين إيكونين · باتريك كالين · كريستينا أولاندر · جيرت إيرلاندسون           | الصين · وانغ هايتاو · ليو وي · شو جوانجكين · هو يون · زانغ تشيانغ                                              |
| 2015  | فنلندا (لوهيا)                   | روسيا · أندري سميرنوف · مارات رومانوف · أوكسانا سليسارينكو · ألكسندر شيفتشينكو · سفيتلانا باخوموفا     | الصين · وانغ هايتاو · ليو وي · تشانغ تشيانغ · شو جوانجكين · هو يونيو                               | فنلندا · ماركو كارجالاينن · ساري كارجالاينن · مينا مجتهدي · تومو ارنيكا · فيسا ليبانين                         |
| 2016  | سويسرا (لوسرن)                   | روسيا · أندري سميرنوف · كونستانتين كوروختين · سفيتلانا باخوموفا · ألكسندر شيفتشينكو · مارات رومانوف    | النرويج · رون لورينتسن · جوستاين ستوردال · أولي فريدريك سيفرسن · سيسيل لوشين · يناير- إريك هانسن   | كوريا الجنوبية · يانغ هوي تاي · جونغ سونغ وون · سيو سون سيوك · بانغ مين جا · تشا جاي جوان                      |
| 2017  | كوريا الجنوبية (غانغننغ (مدينة)) | النرويج · رون لورينتسن · جوستاين ستوردال · أولي فريدريك سيفرسن · سيسيل لوشين · ريكي ايفرسن             | روسيا · أندري سميرنوف · كونستانتين كوروختين · ألكسندر شيفتشينكو · داريا ششوكينا · مارات رومانوف    | إسكتلندا · إيلين نيلسون · جريجور إيوان · هيو نيبلو · بوب ماكفرسون · أنجي مالون                                 |
| 2019  | إسكتلندا (إستيرلينغ)             | الصين · وانغ هايتاو · تشانغ مينغليانغ · شو شينشن · يان تشو · تشانغ تشيانغ                              | إسكتلندا · ايلين نيلسون · هيو نيبلو · روبرت ماكفرسون · ديفيد ميلروز · جاري لوجان                   | كوريا الجنوبية · يانغ هوي-تاي (الرابع) · سيو سون-سوك · تشا جين هو (قائد الفريق) · بانغ مين آه · مين بيونغ سيوك |
| 2020  | سويسرا (فيتسيكون (سويسرا))       | روسيا · كونستانتين كوروختين · أندريه ميشيرياكوف · فيتالي دانيلوف · داريا شتشوكينا · آنا كاربوشينا      | كندا · جون ثورستون (الرابع) · إينا فورست · دينيس ثيسن · مارك إيديسون (قائد الفريق) · كوليندا جوزيف | السويد · فيلجو بيترسون-داهل · ماتس-أولا إنجبورج · روني بيرسون · كريستينا أولاندر · زاندرا ريبي                 |
| 2021  | الصين (بكين)                     | الصين · وانغ هايتاو · تشن جيانشين · تشانغ مينغليانغ · يان تشو · سون يولونغ                             | السويد · فيلجو بيترسون-داهل · روني بيرسون · ماتس-أولا إنجبورج · كريستينا أولاندر · سابينا جوهانسون | RCF كونستانتين كوروختين أندريه مشرياكوف فيتالي دانيلوف داريا ششوكينا أولغا بيلياك                              |
| 2023  | كندا (Richmond)                  | الصين · وانغ هايتاو · تشانغ شواييو · يانغ جينكياو · لي نانا · تشانغ مينغليانغ                          | كندا · جون ثورستون (الرابع) · إينا فورست · جيل داش · مارك إيديسون (قائد الفريق) · ماري رايت        | إسكتلندا · جريجور إيوان (الرابع) · هيو نيبلو (قائد الفريق) · غاري لوجان · جوانا باترفيلد · ميجان داوسون فاريل  |
| 2024  | كوريا الجنوبية (غانغننغ (مدينة)) | النرويج · جوستين ستوردال · أولي فريدريك سيفرسن · جير آرني سكوجستاد · ميا لارسن سفبيرج · إنغريد جوبسكاس | كندا · جون ثورستون (الرابع) · إينا فورست · جيل داش · مارك إيديسون (قائد الفريق) · كريسي مولنار     | الصين · وانغ هايتاو · تشانغ شواييو · تشانغ تشيانغ · يان تشو · بينج بينج                                        |

## جدول الميداليات
اعتبارًا من بطولة العالم للكيرلنج على الكراسي المتحركة لعام 2024
  *   البلد المضيف (مضيف)
| المرتبة | فريق             | ذهبية | فضية | برونزية | المجموع |
| ------- | ---------------- | ----- | ---- | ------- | ------- |
| 1       | روسيا            | 4     | 1    | 1       | 6       |
| 1       | النرويج          | 4     | 1    | 1       | 6       |
| 3       | كندا             | 3     | 4    | 1       | 8       |
| 4       | الصين            | 3     | 1    | 3       | 7       |
| 5       | إسكتلندا         | 2     | 2    | 4       | 8       |
| 6       | سويسرا           | 1     | 2    | 1       | 4       |
| 7       | السويد           | 0     | 3    | 1       | 4       |
| 8       | كوريا الجنوبية   | 0     | 2    | 2       | 4       |
| 9       | الدنمارك         | 0     | 1    | 0       | 1       |
| 10      | فنلندا           | 0     | 0    | 1       | 1       |
| 10      | الولايات المتحدة | 0     | 0    | 1       | 1       |
| 10      | ألمانيا          | 0     | 0    | 1       | 1       |
| المجموع | المجموع          | 17    | 17   | 17      | 51      |

## الجدول الزمني للأداء
| البلد            | 2002 [الإنجليزية] | 2004 [الإنجليزية] | 2005 [الإنجليزية] | 2007 [الإنجليزية] | 2008 [الإنجليزية] | 2009 [الإنجليزية] | 2011 [الإنجليزية] | 2012 [الإنجليزية] | 2013 [الإنجليزية] | 2015 [الإنجليزية] | 2016 [الإنجليزية] | 2017 [الإنجليزية] | 2019 [الإنجليزية] | 2020 [الإنجليزية] | 2021 [الإنجليزية] | 2023   | 2024   | السنوات |
| ---------------- | ----------------- | ----------------- | ----------------- | ----------------- | ----------------- | ----------------- | ----------------- | ----------------- | ----------------- | ----------------- | ----------------- | ----------------- | ----------------- | ----------------- | ----------------- | ------ | ------ | ------- |
| بلغاريا          | 7                 | 10                | 12                | –                 | –                 | –                 | –                 | –                 | –                 | –                 | –                 | –                 | –                 | –                 | –                 | –      | –      | 3       |
| كندا             | الثاني            | الثالث            | 6                 | 4                 | 4                 | الأول             | الأول             | 6                 | الأول             | 6                 | 7                 | 5                 | 10                | الثاني            | 5                 | الثاني | الثاني | 17      |
| الصين            | –                 | –                 | –                 | –                 | –                 | 5                 | 5                 | الثالث            | الثالث            | الثاني            | 5                 | 4                 | الأول             | 4                 | الأول             | الأول  | الثالث | 12      |
| جمهورية التشيك   | –                 | –                 | –                 | –                 | –                 | –                 | 10                | –                 | –                 | –                 | –                 | –                 | –                 | 12                | –                 | 8      | 11     | 4       |
| الدنمارك         | 9                 | 8                 | الثاني            | 9                 | –                 | –                 | –                 | –                 | –                 | –                 | –                 | –                 | –                 | –                 | –                 | 11     | –      | 5       |
| إنجلترا          | 6                 | 4                 | 10                | –                 | –                 | –                 | –                 | –                 | –                 | –                 | –                 | –                 | –                 | –                 | –                 | –      | –      | 3       |
| إستونيا          | –                 | –                 | –                 | –                 | –                 | –                 | –                 | –                 | –                 | –                 | –                 | –                 | 8                 | 10                | –                 | –      | 12     | 3       |
| فنلندا           | –                 | –                 | –                 | –                 | –                 | –                 | –                 | –                 | 7                 | الثالث            | 10                | 10                | –                 | –                 | –                 | –      | –      | 4       |
| ألمانيا          | –                 | –                 | 13                | –                 | –                 | الثالث            | 9                 | –                 | –                 | 7                 | 8                 | 9                 | 12                | –                 | –                 | –      | –      | 7       |
| إيطاليا          | 8                 | 6                 | 9                 | –                 | 5                 | 6                 | –                 | 10                | –                 | –                 | –                 | –                 | –                 | –                 | 11                | 10     | 8      | 9       |
| اليابان          | –                 | –                 | 13                | 5                 | 9                 | –                 | –                 | –                 | –                 | –                 | –                 | –                 | –                 | –                 | –                 | 12     | –      | 4       |
| لاتفيا           | –                 | –                 | –                 | –                 | –                 | –                 | –                 | –                 | –                 | –                 | –                 | –                 | 9                 | 7                 | 8                 | 9      | 5      | 5       |
| النرويج          | –                 | 12                | 5                 | الأول             | الأول             | 8                 | الثالث            | 9                 | 9                 | 10                | الثاني            | الأول             | 4                 | 5                 | 7                 | 7      | الأول  | 16      |
| بولندا           | –                 | –                 | 15                | –                 | –                 | –                 | –                 | –                 | –                 | –                 | –                 | –                 | –                 | –                 | –                 | –      | –      | 1       |
| روسيا            | –                 | 9                 | 15                | 8                 | 10                | –                 | 4                 | الأول             | 5                 | الأول             | الأول             | الثاني            | 7                 | الأول             | الثالث            | –      | –      | 13      |
| إسكتلندا         | الثالث            | الأول             | الأول             | الثالث            | 7                 | 9                 | الثاني            | 7                 | 6                 | 8                 | –                 | الثالث            | الثاني            | 9                 | 6                 | الثالث | 10     | 16      |
| سلوفاكيا         | –                 | –                 | –                 | –                 | –                 | –                 | –                 | 4                 | 8                 | 4                 | 9                 | –                 | 6                 | 8                 | 10                | –      | 7      | 8       |
| كوريا الجنوبية   | –                 | 11                | 7                 | 7                 | الثاني            | 7                 | 6                 | الثاني            | 10                | –                 | الثالث            | 6                 | الثالث            | 6                 | 9                 | 5      | 6      | 15      |
| السويد           | 4                 | 7                 | 4                 | 10                | 6                 | الثاني            | 8                 | 8                 | الثاني            | 9                 | –                 | –                 | –                 | الثالث            | الثاني            | 4      | 4      | 14      |
| سويسرا           | الأول             | الثاني            | الثالث            | الثاني            | 8                 | 10                | –                 | –                 | –                 | –                 | 4                 | 8                 | 5                 | 11                | 12                | –      | –      | 11      |
| الولايات المتحدة | 5                 | 5                 | 8                 | 6                 | الثالث            | 4                 | 7                 | 5                 | 4                 | 5                 | 6                 | 7                 | 11                | –                 | 4                 | 6      | 9      | 16      |
| ويلز             | –                 | 13                | 11                | –                 | –                 | –                 | –                 | –                 | –                 | –                 | –                 | –                 | –                 | –                 | –                 | –      | –      | 2       |
| مجموع الفرق      | 9                 | 13                | 16                | 10                | 10                | 10                | 10                | 10                | 10                | 10                | 10                | 10                | 12                | 12                | 12                | 12     | 12     |         |

## بطولة العالم للكيرلنج على الكراسي المتحركة فئة ب
بطولة العالم للكيرلنج على الكراسي المتحركة - فئة ب هي بطولة مؤهلة لبطولة العالم للكيرلنج على الكراسي المتحركة. من عام 2015 إلى عام 2018، يتأهل أفضل فريقين إلى بطولة العالم. بدءًا من بطولة العالم للكيرلنج على الكراسي المتحركة 2018، يتأهل أفضل 3 فرق.

### الحائزون على الميداليات
فيما يلي قائمة الفائزين بالميداليات في بطولة العالم للكراسي المتحركة فئة ب:
| السنة | المضيف         | الذهبية                                                                                             | الفضية                                                                                         | البرونزية                                                                                        |
| ----- | -------------- | --------------------------------------------------------------------------------------------------- | ---------------------------------------------------------------------------------------------- | ------------------------------------------------------------------------------------------------ |
| 2015  | فنلندا (لوهيا) | النرويج · رون لورينتسن · جوستاين ستوردال · أولي فريدريك سيفرسن · سيسيل لوشين · جينا كريستين بروندبو | كوريا الجنوبية · يانغ هوي تاي · تشا جاي جوان · سيو سون سيوك · بانغ مين جا · جونج سيونج وون     | السويد · باتريك كالين · كيكي أولاندر · روني بيرسون · زاندرا ريبي · جيرت ارلاندسون                |
| 2016  | فنلندا (لوهيا) | فنلندا · ماركو كارجالاينن · يرجو جاسكيلاينن · ساري كارجالاينن · فيسا ليبانين · ريتا ساروسالو        | إسكتلندا · إيلين نيلسون · جريجور إيوان · هيو نيبلو · بوب ماكفرسون · انجي مالون                 | سلوفاكيا · رادوسلاف جوريش · دوشان بيتوناك · بيتر زاتكو · مونيكا كونكلوفا · إيمريش ليوكاسا        |
| 2018  | فنلندا (لوهيا) | إستونيا · أندريه كويتماي · فيليار فيليستي · عين فيلاو · سيغن فالكنبرغ · ميت ماتاس                   | سلوفاكيا · رادوسلاف جوريش · دوشان بيتوناك · إيمريش ليوكا · مونيكا كونكيلوفا · بيتر زاتكو       | لاتفيا · بولينا روزكوفا · سيرجيس دجاتشينكو · أجريس لازمانز · أوجارس بريديس                       |
| 2019  | فنلندا (لوهيا) | كندا · جون ثورستون · إينا فورست · ماري رايت · مارك إديسون · دينيس ثيسن                              | السويد · فيلجو بيترسون-داهل · ماتس-أولا إنجبورج · روني بيرسون · كريستينا أولاندر · زاندرا ريبي | جمهورية التشيك · راديك موسيليك · دانا سيلنكوفيتشوفا · مارتن تلوك · جانا بينشيلوفا · ستيبان بينيس |
| 2020  | فنلندا (لوهيا) | الولايات المتحدة · مات ثومز · ستيف إمت · ديفيد سامسا · بام ويلسون · باتويون أورانشيمج               | ' سويسرا · إيريك ديكورفيت · هانز بورغنر · فرانسواز جاكرود · لوران كنويبول · باتريك ديلاكريتاز  | إيطاليا · إيجيديو مارشيز · أوريتا بيرتو · فابريزيو بيتش · أنجيلا ميناردي · ماتيو رونزاني         |
| 2022  | فنلندا (لوهيا) | جمهورية التشيك · دانا سيلنكوفيتشوفا · مارتن تلوك · ميلان بارتونيك · جانا بينشيلوفا · راديك موسيلك   | . ' الدنمارك · كينيث أوربك · مايكل جنسن · نيلز نيلسن · سوسي نيلسن                              | . ألمانيا · بوركهارد مولر · كريستيان بوتزيتش · كريستوف جيمر · هايكي ملكيور                       |
| 2023  | فنلندا (لوهيا) | سلوفاكيا · بيتر زاكو · رادوسلاف دوريس · دوسان بيتوناك · مونيكا كونكيلوفا · أدريان دورسيك            | . ' إستونيا · أندري كويتماي · عين فيلاو · مايت ماتاس · كاتلين ريدباخ · سيغن فالكنبرغ.          | . إيطاليا · إيجيديو مارشيز · فابريزيو بيتش · ماتيو رونزاني · أوريتا بيرتو · أنجيلا ميناردي       |

## جائزة اللعب النظيف على الكراسي المتحركة
بالنسبة لجائزة الروح الرياضية العالمية للكيرلنج على الكراسي المتحركة، يُدعى جميع المشاركين لترشيح زميل متنافس، من وجهة نظرهم، كان أفضل مثال على القيم التقليدية للمهارة والصدق واللعب النظيف والروح الرياضية والصداقة خلال بطولة العالم. وتُقدم الجائزة في حفل الاختتام. لا يمكن للاعبين التصويت لعضو زميل في الفريق.
يشير الرقم الموجود بين قوسين بعد الاسم الأول والأخير للاعب الكيرلنج إلى المرات العديدة التي حصل فيها على الجائزة هذا العام.
| السنة | لا عب الكيرلنج      | البلد            |
| ----- | ------------------- | ---------------- |
| 2002  | فرانك دافي          | إسكتلندا         |
| 2003  | جالي جونجنيل (1)    | السويد           |
| 2004  | لورين كيني          | الولايات المتحدة |
| 2005  | جالي جونجنيل (2)    | السويد           |
| 2007  | أوغوستو جيه بيريز   | الولايات المتحدة |
| 2008  | غابرييل دالابيكولا  | إيطاليا          |
| 2009  | أنيت فيلهلم         | السويد           |
| 2011  | أيلين نيلسون        | إسكتلندا         |
| 2012  | كيم هاك سونغ        | كوريا الجنوبية   |
| 2013  | جالي جونجنيل (3)    | السويد           |
| 2015  | مينا مجتهدي         | فنلندا           |
| 2016  | كريستيان بوتزيتش    | ألمانيا          |
| 2017  | كونستانتين كوروختين | روسيا            |
| 2019  | رون لورنتسن         | النرويج          |
| 2020  | راديك موسكليك       | جمهورية التشيك   |
| 2021  | أولي فريدريك سيفرسن | النرويج          |
| 2023  | ستيفن إمت           | الولايات المتحدة |
| 2024  | .                   | .                |